# Katja Schülke
Katja Schülke  gift  Kramarczyk, född 18 mars 1984 i Frankfurt an der Oder i Östtyskland, är en tysk före detta handbollsmålvakt.

## Karriär
Katja Schülke började sin karriär som målvakt för Frankfurter HC 10 år gammal 1994. Hon spelade för moderklubben till 2008 och vann tyska cupen 2003 och tyska mästerskapet 2004 med klubben. 2008 flyttade Schülke till HC Leipzig och vann sedan två raka tyska mästerskap 2009 och 2010 med klubben. Säsongen 2013/2014 gjorde hon speluppehåll på grund av graviditet. Hon födde en son i december 2013.  Sommaren 2014 återvände Schülke till truppen i HC Leipzig. Säsongerna  2014 och 2016 vann hon tyska cupen med HC Leipzig. Den 15 februari 2017 sades hennes kontrakt med HC Leipzig upp i ömsesidigt samtycke. Hon spelade sin sista tid med i Bayer 04 Leverkusen. Hon avslutade sin karriär sommaren 2018.
Katja Schülke spelade vid ungdoms-VM 2003. Hon debuterade två år senare mot Norge i oktober 2005 för Tysklands damlandslag i handboll. Hon spelade sedan 140 landskamper för Tyskland utan vinna några större internationella meriter. Hon deltog i världs- och europamästerskapen från 2009 till 2015. Under hennes karriär som mästerskaps-spelare spelade Tyskland inte i någon OS-turnering. 

## Privatliv
Katja Schülke arbetar som idrottspsykolog för det tyska handbollsförbundet sedan 2020. Hon ingår också i Tysklands handbollsförbunds nya målvaktsteam. Hon är egenföretagare inom området idrottspsykolog och stödjer professionella idrottare för att förbättra mental styrka och hälsa.

## Meriter i klubblag
- 3  i tyska mästarskapet 2004 med Frankfurter HC, 2009 och 2010  med HC Leipzig.
- 3  i tyska cupen 2003 med Frankfurter HC och 2014 och 2016 med HC Leipzig.

## Individuella utmärkelser
- Årets handbollsspelare i Tyskland 2012 och 2014